# 小野野主
小野 野主（おの の のぬし）は、平安時代初期の貴族。官位は正四位上・左中弁。

## 経歴
大同5年（810年）9月に薬子の変が発生すると権右中弁に任ぜられ（このときの位階は正五位下）、間もなく右中弁に、翌弘仁2年（811年）正月に左中弁に昇進する。その後も、弘仁3年（812年）従四位下、弘仁5年（814年）従四位上に昇叙されるなど嵯峨朝前半に順調に昇進し、この間に摂津守を兼ねている。また、弘仁4年（813年）には、猿女の養田を横取りすることを目的に、本来を猿女を貢進する氏族ではない小野・和邇部両氏が氏族の子女を猿女として貢進していたことから、これを中止するように上奏し認められている。
天長10年（833年）仁明天皇の即位に伴い、正四位下から正四位上に昇叙される。承和4年（837年）6月27日卒去。最終官位は散位正四位上。

## 官歴
『六国史』に基づく。
- 時期不詳：正五位下
- 大同5年（810年） 9月10日：権右中弁。9月18日：右中弁
- 弘仁2年（811年） 正月29日：左中弁
- 弘仁3年（812年） 正月7日：従四位下。正月12日：兼摂津守
- 弘仁5年（814年） 2月21日：従四位上
- 時期不詳：正四位下
- 天長10年（833年） 3月6日：正四位上
- 承和4年（837年） 6月27日：卒去（散位正四位上）